# Mazda 626
Mazda 626 var en personbilsmodel fra den japanske bilfabrikant Mazda, som var baseret på den japanske Mazda Capella.
626 var mærkets store mellemklassebil. Bilen kom på markedet i starten af 1979, og blev i sommeren 2002 afløst af Mazda6.
Mazda 626 blev i Asien, Australien og Sydafrika solgt med modificeret karrosseri under navnet Ford Telstar, hvilket beroede på Mazdas joint venture med Ford.

## 626/Capella (CB2, 1979−1982)
I oktober 1978 gik den baghjulstrukne Mazda Capella hhv. 626, som fra starten af 1979 blev introduceret på de fleste markeder, i produktion.
Den første generation af Mazda 626 fandtes som sedan og coupé. Der kunne vælges mellem en 1,6-litersmotor med en effekt 55 kW (75 hk) og en 2,0-litersmotor med 66 kW (90 hk), i hjemlandet Japan også en 1,8-litersmotor med 74 kW (100 hk).
En nyhed var det delte bagsæde. I USA blev Mazdas salgstal fordoblet efter introduktionen af Mazda 626. Også i Europa var 626 en stor succes. Denne første generation blev bygget frem til 1982.
I november 1980 fik 626 et glattere frontparti samt detailforbedringer i teknik og udstyr; femtrinsgearkassen var nu også på 1600 standardudstyr.

### Tekniske data
|                                                | 1600 (Europa)                                            | 1800 (Japan)                                             | 2000 (Europa)                                            |
| Motordata                                      |                                                          |                                                          |                                                          |
| Motortype                                      | R4-benzinmotor                                           | R4-benzinmotor                                           | R4-benzinmotor                                           |
| Antal ventiler pr. cylinder                    | 2                                                        | 2                                                        | 2                                                        |
| Ventilstyring                                  | OHC, kæde                                                | OHC, kæde                                                | OHC, kæde                                                |
| Fødesystem                                     | 1 stk. faldstrømsdobbeltkarburator                       | 1 stk. faldstrømsdobbeltkarburator                       | 1 stk. faldstrømsdobbeltkarburator                       |
| Trykladning                                    | –                                                        | –                                                        | –                                                        |
| Køling                                         | Vandkøling                                               | Vandkøling                                               | Vandkøling                                               |
| Boring × slaglængde                            | 78,0 × 83,0 mm                                           | 80,0 × 88,0 mm                                           | 80,0 × 98,0 mm                                           |
| Slagvolume                                     | 1586 cm³                                                 | 1769 cm³                                                 | 1970 cm³                                                 |
| Kompressionsforhold                            | 8,6:1                                                    | 8,6:1                                                    | 8,6:1                                                    |
| Maks. effekt ved omdr./min.                    | 55 kW (75 hk) 5500                                       | (SAE) 74 kW (100 hk) 6000                                | 66 kW (90 hk) 4800                                       |
| Maks. drejningsmoment ved omdr./min.           | 120 Nm 3800                                              | 149 Nm 4000                                              | 159 Nm 2500                                              |
| Kraftoverførsel                                |                                                          |                                                          |                                                          |
| Drivende hjul                                  | Baghjul                                                  | Baghjul                                                  | Baghjul                                                  |
| Gearkasse                                      | 4- eller 5-trins manuel Ekstraudstyr: 3-trins automatisk | 4- eller 5-trins manuel Ekstraudstyr: 3-trins automatisk | 4- eller 5-trins manuel Ekstraudstyr: 3-trins automatisk |
| Præstationer                                   |                                                          |                                                          |                                                          |
| Topfart                                        | 160−165 km/t                                             | 165 km/t                                                 | 170−175 km/t                                             |
| Acceleration 0-100 km/t                        | 13,5 sek.                                                |                                                          | 11,3 sek.                                                |
| Brændstofforbrug pr. 100 km ved blandet kørsel | 8,8 liter Blyholdig 91                                   |                                                          | 9,1 liter Blyholdig 91                                   |

## 626/Capella (GC, 1982−1987)
I slutningen af 1982 introducerede Mazda en helt ny 626 med forhjulstræk. Biltidsskrifterne Motor Trend og Wheels magazine kårede 626 til "Årets Importbil 1983". Den nye 626 var i LX-modellen udstyret med en 1,6-litersmotor med 60 kW (82 hk) og i GLX-modellen med en 2,0-litersmotor med 75 kW (102 hk). I Schweiz fandtes kun 2,0-motoren, som dog på grund af afvigende miljøkrav var neddroslet til 70 kW (95 hk). Bilen fandtes som firedørs sedan, femdørs combi coupé og todørs coupé, alle med både LX- og GLX-udstyr.
I visse europæiske lande, som f.eks. Frankrig, kunne LX-modellen også fås med den store og GLX-modellen også med den lille motor. GLX-modellen var for den daværende tids europæiske forhold særdeles godt udstyret med bl.a. fire elruder (på coupémodellen elbetjente trækruder bagi), velourindtræk og centrallåsesystem. Disse former for udstyr havde hidtil været ekstraudstyr i de fleste luksusbiler. Listen over ekstraudstyr til 626 omfattede i det første salgsår, 1983, kun metallak og servostyring i forbindelse med 2,0-litersmotoren.
Udefra adskilte 2,0-litersmodellen sig − uafhængigt af udstyrsvariant − gennem større fælge (14" i stedet for 13") med heldækkende hjulkapsler, bredere dæk (185/70 HR 14 i stedet for 165 SR 13) og en på siden påklæbet dekorationsstribe fra 1,6-litersmodellen. Fra 1984 omfattede modelprogrammet også en dieselmodel med 2,0-litersmotor med 47 kW (64 hk).
Fra starten af 1986 tilbød Mazda efter et facelift af modelserien også en GT-model med 2,0-litersmotor med benzinindsprøjtning. Denne motor havde en effekt på 88 kW (120 hk) og havde som ekstra udstyr fartpilot. Nyt var også en katalysatorversion (2.0i Kat) med 66 kW (90 hk). Dieselmotoren var fortsat på 2,0 liter og ydede 47 kW (64 hk). De tilgængelige karrosserivarianter var fortsat firedørs sedan, femdørs combi coupé og todørs coupé. 2,0-litersmotoren med 88 kW (120 hk) kunne kombineres med alle karrosserivarianter. Med faceliftet bortfaldt 1,6-litersmotoren i coupémodellen.
- Mazda 626 combi coupé (1982–1987)
- Mazda 626 coupé (1982–1987)

### Motorvarianter
626 fandtes nu med følgende motorvarianter:
| Model         | Cylindre | Ventiler | Slagvolume cm³ | Max. effekt kW (hk) / omdr. | Max. drejningsmoment Nm / omdr. |
| ------------- | -------- | -------- | -------------- | --------------------------- | ------------------------------- |
| LX 1.6        | 4        | 8        | 1576           | 60 (82) / 5500              | 120 / 3800                      |
| GLX 2.0       | 4        | 8        | 1984           | 75 (102)1 / 5600            | 159 / 3700                      |
| GLX 2.0i Kat  | 4        | 8        | 1984           | 66 (90) / 5000              | 153 / 2500                      |
| GT 2.0i       | 4        | 8        | 1984           | 88 (120) / 5400             | 171 / 4000                      |
| LX 2.0 Diesel | 4        | 8        | 1998           | 47 (64) / 4650              | 120 / 2750                      |

### Sikkerhed
Det svenske forsikringsselskab Folksam vurderer flere forskellige bilmodeller ud fra oplysninger fra virkelige ulykker, hvorved risikoen for død eller invaliditet i tilfælde af en ulykke måles. I rapporterne Hur säker är bilen? er/var 626 i årgangene 1983 til 1987 klassificeret som følger:
- 1999: Mindst 20 % bedre end middelbilen[1]
- 2007: Som middelbilen[2]
- 2009: Som middelbilen[3]

### Kia Concord/Capital
I 1987 overtog sydkoreanske Kia produktionsanlæggene og byggede modellen på licens under navnet Kia Concord med benzinmotorerne fra Mazda (fra 2,0 liter og opefter) samt 2,0-liters dieselmotoren. I 1989 tilkom Kia Capital, som var et billigere alternativ med 1,5-litersmotor.
I 1991 blev modellerne faceliftet og fik nu 1,8-litersmotor, som nu ikke længere kunne fås til Concord.
Kia afsluttede produktionen af Concord i 1995, hvor modellen blev afløst af Kia Clarus. Capital udgik i 1996 og blev afløst af Kia Sephia.
- Kia Concord (1987–1995)
- Kia Capital (1989–1996)

## 626/Capella (GD/GV, 1987−1991)
I juni 1987 kom der igen en ny 626 på markedet. Denne fandtes som sedan, combi coupé og coupé samt fra januar 1988 også som stationcar, som efter afløsningen af de øvrige varianter i sommeren 1991 fortsat blev bygget sideløbende med den nye sedan og combi coupé frem til sommeren 1997.
De kendte 2,0-litersmotorer blev fortsat benyttet. LX-modellen var udstyret med en 2,0-liters karburatormotor med 66 kW (90 hk) og ureguleret katalysator og GLX med 2,0i-motor med reguleret trevejskatalysator og ligeledes 66 kW (90 hk). Til modelåret 1990 fik LX også 2,0i-motoren med reguleret trevejskatalysator, så forskellen mellem LX og GLX fremover kun lå i udstyret. Derudover fandtes bilen som 2,0 12V med 79 kW (107 hk), 2,2i 12V med 85 kW (115 hk) og GT-modellen med 2,0i 16V-motor med 103 kW (140 hk). En dieselmotor fandtes fortsat også i programmet.
Til modelåret 1990 blev modelprogrammet ligeledes udvidet med en firehjulstrukket udgave af 626 2,2i 12V, og ABS-bremser kunne fås mod merpris. I Japan hed modellen Capella og blev produceret frem til 1996. Bilen kunne fås med femtrins manuel gearkasse eller firetrins automatgear.
Denne 626 var den første japanske bil, som vandt en gruppetest i det tyske fagtidsskrift auto motor und sport (hæfte 21/1987). Ved testen blev bilen i år 1987 sammenlignet med konkurrenterne Audi 80, Peugeot 405, Renault 21 og Ford Sierra.
Til denne byggeserie kunne for første gang i en Mazda systemet 4WS fås til GT-modellen. 4WS-systemet sørgede for forbedret kurvestabilitet, i det baghjulene afhængigt af hastighed blev styret sammen med forhjulene.
Produktionen af sedan-, combi coupé- og coupémodellerne blev indstillet i juli 1991.
- Bagfra
- Mazda 626 sedan (1987−1991)
- Mazda 626 coupé (1987−1991)
- Mazda 626 stationcar (1988−1997)

### Sikkerhed
Det svenske forsikringsselskab Folksam vurderer flere forskellige bilmodeller ud fra oplysninger fra virkelige ulykker, hvorved risikoen for død eller invaliditet i tilfælde af en ulykke måles. I rapporterne Hur säker är bilen? er/var 626 i årgangene 1988 til 1992 klassificeret som følger:
- 1999: Mindst 20 % bedre end middelbilen[1]
- 2001: Mindst 20 % bedre end middelbilen[5]
- 2003: Som middelbilen[6]
- 2005: Som middelbilen[7]
- 2007: Mindst 20 % bedre end middelbilen[2]
- 2009: Mindst 20 % bedre end middelbilen[3]
- 2011: Som middelbilen[8]
- 2013: Som middelbilen[9]
- 2015: Som middelbilen[10]
- 2017: Mindst 40 % dårligere end middelbilen[11]

### Tekniske data
|                                                | 2.0                            | 2.0i                | 2.0-12V                | 2.0i-16V             | 2.2i-12V            | 2.0 Diesel         |
| Byggeår                                        | 6/1987–7/1991                  | 6/1987–4/1997       | 6/1987–12/1988         | 11/1987–9/1997       | 11/1987–9/1997      | 6/1987–7/1991      |
| Motordata                                      |                                |                     |                        |                      |                     |                    |
| Motortype                                      | R4-benzinmotor                 | R4-benzinmotor      | R4-benzinmotor         | R4-benzinmotor       | R4-benzinmotor      | R4-dieselmotor     |
| Antal ventiler pr. cylinder                    | 2                              | 2                   | 3                      | 4                    | 3                   | 2                  |
| Ventilstyring                                  | OHC, tandrem                   | OHC, tandrem        | OHC, tandrem           | DOHC, tandrem        | OHC, tandrem        | OHC, tandrem       |
| Fødesystem                                     | Karburator                     | Monopoint           | Karburator             | Multipoint           | Multipoint          | Hvirvelkammer      |
| Trykladning                                    | –                              | –                   | –                      | –                    | –                   | –                  |
| Køling                                         | Vandkøling                     | Vandkøling          | Vandkøling             | Vandkøling           | Vandkøling          | Vandkøling         |
| Boring × slaglængde                            | 86,0 × 86,0 mm                 | 86,0 × 86,0 mm      | 86,0 × 86,0 mm         | 86,0 × 86,0 mm       | 86,0 × 94,0 mm      | 86,0 × 86,0 mm     |
| Slagvolume                                     | 1998 cm³                       | 1998 cm³            | 1998 cm³               | 1998 cm³             | 2184 cm³            | 1998 cm³           |
| Kompressionsforhold                            | 8,6:1                          | 8,6:1               | 10,0:1                 | 9,5:1                | 8,6:1               | 22,7:1             |
| Maks. effekt ved omdr./min.                    | 66 kW (90 hk) 5200             | 66 kW (90 hk) 5000  | 79 kW (107 hk) 5300    | 103 kW (140 hk) 6000 | 85 kW (115 hk) 5000 | 44 kW (60 hk) 4000 |
| Maks. drejningsmoment ved omdr./min.           | 150 Nm 3400                    | 153 Nm 2500         | 162 Nm 3300            | 173 Nm 4000          | 180 Nm 3900         | 119 Nm 2750        |
| Kraftoverførsel                                |                                |                     |                        |                      |                     |                    |
| Drivende hjul (standardudstyr)                 | Forhjul                        | Forhjul             | Forhjul                | Forhjul              | Forhjul             | Forhjul            |
| Drivende hjul (ekstraudstyr)                   | –                              | –                   | –                      | –                    | Alle                | –                  |
| Gearkasse (standardudstyr)                     | 5-trins manuel                 | 5-trins manuel      | 5-trins manuel         | 5-trins manuel       | 5-trins manuel      | 5-trins manuel     |
| Gearkasse (ekstraudstyr)                       | –                              | 4-trins automatisk  | –                      | –                    | –                   | –                  |
| Præstationer                                   |                                |                     |                        |                      |                     |                    |
| Topfart                                        | 176 km/t                       | 175 km/t            | 186 km/t               | 204 km/t             | 189 km/t            | 152 km/t           |
| Brændstofforbrug pr. 100 km ved blandet kørsel | 8,8 liter Blyfri/ blyholdig 91 | 8,5 liter Blyfri 91 | 8,1 liter Blyholdig 98 | 8,8 liter Blyfri 95  | 8,5 liter Blyfri 91 | 6,4 liter Diesel   |

## 626/Capella/Cronos (Ẽfini MS6 GE, 1991−1997)
Den i august 1991 som sedan og combi coupé introducerede Mazda 626 var stærkt modificeret. Sideløbende med den nye 626 kunne stationcarversionen af den foregående modelserie fortsat købes, mens coupéversionen udgik. I stedet introducerede Mazda en ny model, MX-6, som byggede på samme platform som 626 og hvis teknik kunne genfindes i Ford Probe. Sedanudgaven blev i Japan solgt under betegnelsen Mazda Cronos. Med lidt mere luksuriøst udstyr kunne modellen i Japan også købes som Ẽfini.
Modellen blev kåret til Årets Bil i Danmark 1993.
Bilen havde et sportsligt udseende ydre, som af den konservative købergruppe ikke blev særlig godt modtaget. Specielt synes de ikke godt om combi coupé-modellen med en i bagklappen integreret hækspoiler. Denne generation af 626 var for daværende forhold også for stor og for dyr for sin klasse, hvorved modellen ikke opnåede lige så stor salgssucces som sine forgængere.
Firehjulsstyringssystemet 4WS blev i denne modelserie monteret for sidste gang og kom også til indsats i søstermodellen MX-6.
Modellen udgik af produktion i marts 1997.
- Usædvanligt: Den i bagklappen integrerede hækspoiler på 626 combi coupé
- Mazda 626 sedan (1991−1997)

### Sikkerhed
Det svenske forsikringsselskab Folksam vurderer flere forskellige bilmodeller ud fra oplysninger fra virkelige ulykker, hvorved risikoen for død eller invaliditet i tilfælde af en ulykke måles. I rapporterne Hur säker är bilen? er/var 626 i årgangene 1992 til 1997 klassificeret som følger:
- 1999: Mindst 20 % bedre end middelbilen[1]
- 2001: Som middelbilen[5]
- 2003: Mindst 15 % bedre end middelbilen[6]
- 2005: Mindst 15 % bedre end middelbilen[7]
- 2007: Som middelbilen[2]
- 2009: Som middelbilen[3]
- 2011: Som middelbilen[8]
- 2013: Mindst 20 % dårligere end middelbilen[9]
- 2015: Mindst 40 % dårligere end middelbilen[10]
- 2017: Mindst 20 % dårligere end middelbilen[11]

### Tekniske data
|                                                | 1.8                 | 1.8                 | 2.0                             | 2.5 V6                          | 2.0 Diesel         |
| Byggeår                                        | 10/1994–3/1997      | 8/1991–3/1997       | 8/1991–3/1997                   | 8/1991–3/1997                   | 8/1991–3/1997      |
| Motordata                                      |                     |                     |                                 |                                 |                    |
| Motortype                                      | R4-benzinmotor      | R4-benzinmotor      | R4-benzinmotor                  | V6-benzinmotor                  | R4-dieselmotor     |
| Antal ventiler pr. cylinder                    | 4                   | 4                   | 4                               | 4                               | 2                  |
| Ventilstyring                                  | DOHC, tandrem       | DOHC, tandrem       | DOHC, tandrem                   | 2 × DOHC, tandhjul/tandrem      | OHC, tandrem       |
| Fødesystem                                     | Multipoint          | Multipoint          | Multipoint                      | Multipoint                      | Hvirvelkammer      |
| Trykladning                                    | –                   | –                   | –                               | –                               | Comprexlader       |
| Køling                                         | Vandkøling          | Vandkøling          | Vandkøling                      | Vandkøling                      | Vandkøling         |
| Boring × slaglængde                            | 83,0 × 85,0 mm      | 83,0 × 85,0 mm      | 83,0 × 92,0 mm                  | 84,5 × 74,2 mm                  | 86,0 × 86,0 mm     |
| Slagvolume                                     | 1840 cm³            | 1840 cm³            | 1991 cm³                        | 2497 cm³                        | 1998 cm³           |
| Kompressionsforhold                            | 9,6:1               | 9,0:1               | 9,0:1                           | 9,2:1                           | 21,1:1             |
| Maks. effekt ved omdr./min.                    | 66 kW (90 hk) 5500  | 77 kW (105 hk) 5500 | 85 kW (115 hk) 5500             | 121 kW (165 hk) 5600            | 55 kW (75 hk) 4000 |
| Maks. drejningsmoment ved omdr./min.           | 143 Nm 2500         | 155 Nm 4300         | 170 Nm 4500                     | 217 Nm 4800                     | 169 Nm 2000        |
| Kraftoverførsel                                |                     |                     |                                 |                                 |                    |
| Drivende hjul (standardudstyr)                 | Forhjul             | Forhjul             | Forhjul                         | Forhjul                         | Forhjul            |
| Drivende hjul (ekstraudstyr)                   | –                   | –                   | Alle                            | –                               | –                  |
| Gearkasse (standardudstyr)                     | 5-trins manuel      | 5-trins manuel      | 5-trins manuel                  | 5-trins manuel                  | 5-trins manuel     |
| Gearkasse (ekstraudstyr)                       | –                   | –                   | 4-trins automatisk              | 4-trins automatisk              | –                  |
| Præstationer1                                  |                     |                     |                                 |                                 |                    |
| Topfart                                        | 181 km/t            | 191 km/t            | 198 km/t (185 km/t)             | 220 km/t (207 km/t)             | 161 km/t           |
| Acceleration 0-100 km/t                        | 12,6 sek.           | 11,9 sek.           | 10,9 sek. (13,4 sek.)           | 8,5 sek. (10,2 sek.)            | 14,7 sek.          |
| Brændstofforbrug pr. 100 km ved blandet kørsel | 7,9 liter Blyfri 95 | 7,9 liter Blyfri 95 | 7,7 liter (8,1 liter) Blyfri 95 | 8,8 liter (9,4 liter) Blyfri 95 | 7,0 liter Diesel   |

## 626/Capella (GF/GW, 1997−2002)
I april 1997 blev med femte generation af 626 den sidste model med denne betegnelse introduceret. Modellen fandtes fortsat som sedan og combi coupé (type GF), som i januar 1998 blev suppleret med en ny stationcar (type GW). I modsætning til stationcarudgaven af forgængeren var denne stationcar en nyudvikling ligesom sedan og combi coupé.
- Bagfra
- Mazda 626 combi coupé (1997–1999)
- Mazda 626 stationcar (1998–2000)

I december 1999 fulgte et facelift til sedan og combi coupé, som i februar 2000 også blev gennemført på stationcaren. Den faceliftede 626 adskilte sig fra den oprindelige model gennem frem for alt et nyt udvendigt design og en igen optimeret kabine.
626 sedan, combi coupé og stationcar fandtes i tre forskellige udstyrsniveauer med flere forskellige motorer. De tilbudte motorer var alle firecylindrede med fire ventiler pr. cylinder, hvor den mindste benzinmotor var på 1,8 liter og ydede 66 kW (90 hk), senere 74 kW (101 hk). De to andre benzinmotorer havde et slagvolume på 2,0 liter og havde en effekt på 85 kW (115 hk) eller 100 kW (136 hk). Fra foråret 1998 kunne 626 også leveres med en dieselmotor på 2,0 liter med 74 kW (101 hk), senere 81 kW (110 hk).
I stedet for udstyrsvarianter (LX, GLX og GT) var modelserien nu opdelt i udstyrslinjer. Disse udstyrslinjer blev betegnet Comfort, Spirit, Exclusive og Sportive, hvor Sportive-modellen udelukkende fandtes med den stærkeste 2,0-litersmotor med 100 kW (136 hk).
- Mazda 626 combi coupé (1999–2002)
- Den faceliftede 626 combi coupé bagfra
- Mazda 626 sedan (1999–2002)

### Sikkerhed
Det svenske forsikringsselskab Folksam vurderer flere forskellige bilmodeller ud fra oplysninger fra virkelige ulykker, hvorved risikoen for død eller invaliditet i tilfælde af en ulykke måles. I rapporterne Hur säker är bilen? er/var 626 i årgangene 1998 til 2002 klassificeret som følger:
- 2005: Mindst 15 % bedre end middelbilen[7]
- 2007: Mindst 20 % bedre end middelbilen[2]
- 2009: Mindst 30 % bedre end middelbilen[3]
- 2011: Som middelbilen[8]
- 2013: Mindst 20 % dårligere end middelbilen[9]
- 2015: Mindst 20 % dårligere end middelbilen[10]
- 2017: Som middelbilen[11]

### Tekniske data
|                                      | 1.8                | 1.8                 | 2.0                   | 2.0 HP               | 2.5                        | 2.0 DITD                  | 2.0 DITD                  |
| Byggeår                              | 4/1997–12/1999     | 12/1999–8/2002      | 4/1997–8/2002         | 4/1997–8/2002        | 4/1997–8/2002              | 4/1998–10/2000            | 10/2000–8/2002            |
| Motordata                            |                    |                     |                       |                      |                            |                           |                           |
| Motortype                            | R4-benzinmotor     | R4-benzinmotor      | R4-benzinmotor        | R4-benzinmotor       | V6-benzinmotor             | R4-dieselmotor            | R4-dieselmotor            |
| Antal ventiler pr. cylinder          | 4                  | 4                   | 4                     | 4                    | 4                          | 4                         | 4                         |
| Ventilstyring                        | DOHC, tandrem      | DOHC, tandrem       | DOHC, tandrem         | DOHC, tandrem        | 2 × DOHC, tandhjul/tandrem | OHC, tandrem              | OHC, tandrem              |
| Fødesystem                           | Multipoint         | Multipoint          | Multipoint            | Multipoint           | Multipoint                 | Direkte                   | Direkte                   |
| Trykladning                          | –                  | –                   | –                     | –                    | –                          | Turbolader, ladeluftkøler | Turbolader, ladeluftkøler |
| Køling                               | Vandkøling         | Vandkøling          | Vandkøling            | Vandkøling           | Vandkøling                 | Vandkøling                | Vandkøling                |
| Boring × slaglængde                  | 83,0 × 85,0 mm     | 83,0 × 85,0 mm      | 83,0 × 92,0 mm        | 83,0 × 92,0 mm       | 84,5 × 74,2 mm             | 86,0 × 86,0 mm            | 86,0 × 86,0 mm            |
| Slagvolume                           | 1840 cm³           | 1840 cm³            | 1991 cm³              | 1991 cm³             | 2497 cm³                   | 1998 cm³                  | 1998 cm³                  |
| Kompressionsforhold                  | 9,6:1              | 9,7:1               | 9,7:1                 | 9,7:1                | 10,0:1                     | 18,8:1                    | 18,8:1                    |
| Maks. effekt ved omdr./min.          | 66 kW (90 hk) 5000 | 74 kW (101 hk) 5500 | 85 kW (115 hk) 6000   | 100 kW (136 hk) 5800 | 147 kW (200 hk) 6500       | 74 kW (101 hk) 4000       | 81 kW (110 hk) 4000       |
| Maks. drejningsmoment ved omdr./min. | 147 Nm 2500        | 152 Nm 4000         | 173 Nm 4500           | 181 Nm 4500          | 224 Nm 4800                | 220 Nm 1800               | 230 Nm 1800               |
| Kraftoverførsel                      |                    |                     |                       |                      |                            |                           |                           |
| Drivende hjul                        | Forhjul            | Forhjul             | Forhjul               | Forhjul              | Alle                       | Forhjul                   | Forhjul                   |
| Gearkasse (standardudstyr)           | 5-trins manuel     | 5-trins manuel      | 5-trins manuel        | 5-trins manuel       | 4-trins automatisk         | 5-trins manuel            | 5-trins manuel            |
| Gearkasse (ekstraudstyr)             | 4-trins automatisk | –                   | 4-trins automatisk    | 4-trins automatisk   | –                          | –                         | –                         |
| Præstationer (sedan og combi coupé)1 |                    |                     |                       |                      |                            |                           |                           |
| Topfart                              | 180 km/t           | 182 km/t            | 198 km/t (185 km/t)   | 208 km/t (195 km/t)  | (220 km/t)                 | 185 km/t                  | 191 km/t                  |
| Acceleration 0-100 km/t              | 12,6 sek.          | 11,8 sek.           | 9,9 sek. (12,0 sek.)  | 9,6 sek.             |                            | 11,5 sek.                 | 11,0 sek.                 |
| Præstationer (stationcar)1           |                    |                     |                       |                      |                            |                           |                           |
| Topfart                              | 178 km/t           | 180 km/t            | 192 km/t (179 km/t)   | 202 km/t (189 km/t)  |                            | 175 km/t                  | 185 km/t                  |
| Acceleration 0-100 km/t              | 12,9 sek.          | 12,0 sek.           | 10,6 sek. (12,1 sek.) | 10,5 sek.            |                            | 13,5 sek.                 | 12,0 sek.                 |

## Afslutning af produktionen
Den 30. august 2002 forlod den definitivt sidste Mazda 626 samlebåndet. Efterfølgeren kom til at hedde Mazda6.

## Svage sider
- Versionerne med benzinmotor er ikke E10-kompatible.[13]
- Rustbeskyttelsen er delvist utilstrækkelig. Der rapporteres om korrosion på motorhjelmens kanter, de bageste fjederben samt de bageste hjulkasser.